# Rhopalione uromyzon
Rhopalione uromyzon är en kräftdjursart som beskrevs av Perez1920. Rhopalione uromyzon ingår i släktet Rhopalione och familjen Bopyridae. Inga underarter finns listade i Catalogue of Life.